# Alexis de Garaudé
Alexis de Garaudé est un professeur de chant et compositeur français né le 21 mars 1779 à Nancy et mort le 30 mars 1852 à Paris.

## Biographie
Alexis Adélaïde Gabriel de Garaudé naît le 21 mars 1779 à Nancy,.
Il étudie la composition auprès de Cambini puis de Reicha et le chant avec Girolamo Crescentini et Pierre-Jean Garat,.
En 1806, il entre à la Chapelle impériale et y reste lorsqu'elle devient royale, jusqu'en 1830,.
Pédagogue réputé, Garaudé est l'auteur de plusieurs ouvrages didactiques, Méthode de chant (1809 ; 2de édition révisée sous le titre Méthode complète de chant), Solfège, ou Méthode de musique, L'Harmonie rendue facile (1835) et Méthode complète de piano (1840), notamment,.
Au Conservatoire de Paris, « où il eut à cœur de transmettre à ses élèves les principes qu'il avait reçus de ses maîtres », il est professeur de vocalisation à partir de 1816 puis de chant entre 1835 et 1839, date de sa retraite.
Comme compositeur, Alexis de Garaudé est l'auteur de nombreuses œuvres de musique vocale, environ 200 morceaux de chant italien et français publiés dans le Journal d'Euterpe de 1813 à 1817 et une Messe solennelle à 3 voix, notamment, ainsi que de la musique instrumentale, avec des sonates et variations pour piano, des duos et airs variés pour le violon, des duos, trios et quatuors pour la flûte, ainsi que des partitions pour clarinette, violoncelle, harpe et 3 quintettes à cordes. 
Comme musicographe, il collabore aux Tablettes de Polymnie (1810-1811), à la Revue musicale de Fétis, et fait paraître en 1852 L'Espagne en 1851, ou impressions de voyage d'un touriste [...]. 
Avec son élève Clotilde Colombelle dite Coreldi (1804-1826), il eut un fils, Albert de Garaudé (1821-1854), avec lequel il est parfois confondu. 
Alexis de Garaudé meurt le 30 mars 1852 à Paris. Il est inhumé au cimetière de Montmartre (division 22). 